# Ensanche

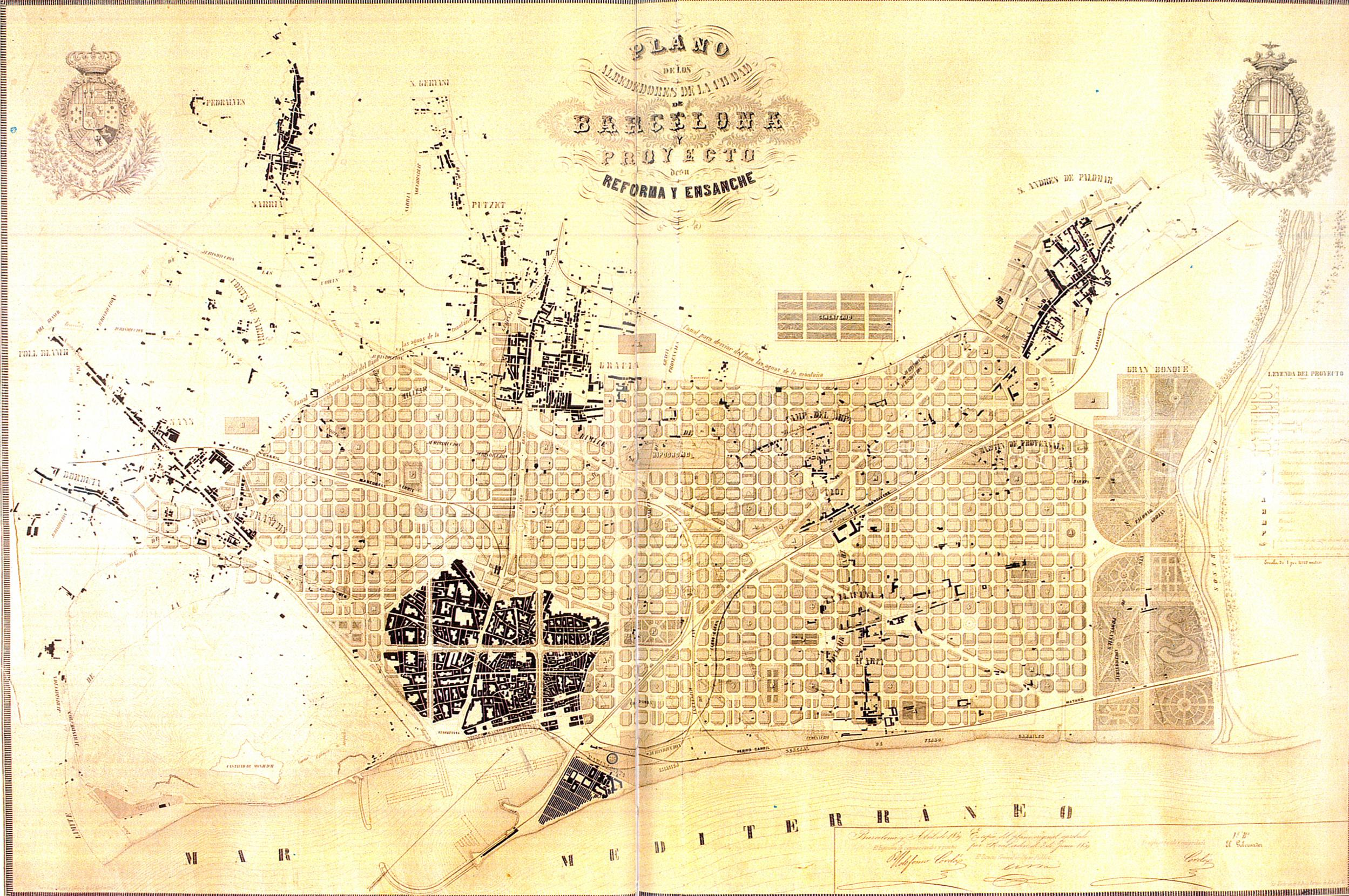
Projecto de um ensanche nos arredores de Barcelona.

Um ensanche (palavra de origem espanhola) é, em urbanismo um terreno urbano dedicado a novas construções fora de uma localização; é normalmente planificado. Também é a ampliação de uma cidade. Costuma ter uma malha ortogonal e quadriculada.